# Conrad Ansorge
Conrad Eduard Reinhold Ansorge (ur. 15 października 1862 w Bukówce, zm. 13 lutego 1930 w Berlinie) – niemiecki kompozytor i pianista.

## Życiorys
W latach 1880–1882 studiował w konserwatorium w Lipsku, następnie w latach 1885–1886 był uczniem Ferenca Liszta w Weimarze. Koncertował w Stanach Zjednoczonych, następnie w 1893 roku osiadł w Weimarze. Od 1898 do 1903 roku był wykładowcą Klindworth-Scharwenka-Konservatorium w Berlinie. Wystąpił w Warszawie (1897) i Krakowie (1910). Od 1920 roku uczył gry na fortepianie w Deutsche Akademie für Musik und darstellende Kunst w Pradze.
Zasłynął przede wszystkim jako interpretator utworów fortepianowych Ludwiga van Beethovena i Ferenca Liszta. Skomponował m.in. Koncert fortepianowy, Sekstet smyczkowy, 2 kwartety smyczkowe, sonatę na wiolonczelę i fortepian, 3 sonaty fortepianowe, pieśni. Jego kompozycje cechują się liryzmem, noszącym cechy bliskie impresjonizmowi.